# Шмитт, Эл
Альберт Гарри (Эл) Шмитт (англ. Albert Harry "Al" Schmitt, 17 апреля 1930, Нью-Йорк, США — 27 апреля 2021) — американский студийный звукорежиссёр, продюсер звукозаписи.
Работал с Генри Манчини, Элмером Бернстайном, Яшей Хейфецем, Фрэнком Синатрой, Бобом Диланом, Барброй Стрейзанд, Сэмом Куком, Розмари Клуни, Натали Коул, Куинси Джонсом, Джорджем Бенсоном, Jefferson Airplane, Toto, Steely Dan и множеством другими музыкантов и групп.
Обладатель более 20 премий «Грэмми», участвовал в создании более 150 золотых и платиновых альбомов, почётный доктор музыкального колледжа Беркли (2014).

## Биография
Альберт Шмитт родился в Бруклине 17 апреля 1930. С 7-летнего возраста помогал своему дяде Гарри Смиту (англ. Harry Smith) в его студии звукозаписи. В 19 лет, отслужив в ВМС США, стал работать в Apex Recording Studios в Нью-Йорке под руководством Тома Дауда. Затем работал в студиях Atlantic Records, Prestige Records. В конце 1950-х переехал в Голливуд, работал в студиях Radio Recorders, RCA Records, занимался музыкальным оформлением фильмов, с 1966 — самостоятельный звукорежиссёр.